# Liste der Nummer-eins-Hits in Spanien (1979)
Dies ist eine Liste der Nummer-eins-Hits in Spanien im Jahr 1979. Sie basiert auf den offiziellen Chartlisten der Asociación Fonográfica y Videográfica de España (AFYVE, heute Promusicae), der spanischen Landesgruppe der IFPI.

| | Liste der Nummer-eins-Hits in Spanien | Liste der Nummer-eins-Hits in Spanien | Liste der Nummer-eins-Hits in Spanien                              | 1980 →                    |
| \| Zeitraum \| Wo. ges. \| Interpret \| Titel Autor(en) \| Zusätzliche Informationen \| \| (Zeitraum, Wochen auf Platz eins, Interpret, Titel, Autor[en], zusätzliche Informationen) \| \| \| \| \| \| ----------------------------------------------------------------------------------------- \| -------- \| ------------------------ \| ------------------------------------------------------------------ \| ------------------------- \| \| 4. Dezember 1978 – 4. Februar 1979 9 Wochen \| 9 \| Umberto Tozzi \| Tu Giancarlo Bigazzi, Umberto Tozzi \| – \| \| 5. Februar 1979 – 11. Februar 1979 1 Woche \| 1 \| New Trolls \| It’s Downtown \| – \| \| 12. Februar 1979 – 25. Februar 1979 2 Wochen \| 2 \| Cherry Laine \| Catch the Cat \| – \| \| 26. Februar 1979 – 4. März 1979 1 Woche \| 1 \| Leif Garrett \| I Was Made for Dancin’ \| – \| \| 5. März 1979 – 15. April 1979 6 Wochen \| 6 \| Rod Stewart \| Da Ya Think I’m Sexy? Rod Stewart, Carmine Appice, Duane Hitchings \| – \| \| 16. April 1979 – 22. April 1979 1 Woche \| 1 \| Bee Gees \| Too Much Heaven Barry, Robin & Maurice Gibb \| – \| \| 23. April 1979 – 13. Mai 1979 3 Wochen (insgesamt 5) \| 5 \| Víctor Manuel \| Sólo Pienso en Tí \| – \| \| 14. Mai 1979 – 22. Mai 1979 1 Woche \| 1 \| ABBA \| Chiquitita Benny Andersson, Björn Ulvaeus \| – \| \| 23. Mai 1979 – 3. Juni 1979 2 Wochen (insgesamt 5) \| 5 \| Víctor Manuel \| Sólo Pienso en Tí \| – \| \| 4. Juni 1979 – 10. Juni 1979 1 Woche \| 1 \| Bee Gees \| Tragedy Barry, Robin & Maurice Gibb \| – \| \| 11. Juni 1979 – 15. Juli 1979 5 Wochen \| 5 \| Patrick Hernandez \| Born to Be Alive \| – \| \| 16. Juli 1979 – 22. Juli 1979 1 Woche \| 1 \| Hermanas Goggi \| Estoy Bailando \| – \| \| 23. Juli 1979 – 19. August 1979 4 Wochen \| 4 \| Miguel Bosé \| Súper, Superman \| – \| \| 20. August 1979 – 16. September 1979 4 Wochen \| 4 \| Umberto Tozzi \| Gloria \| – \| \| 17. September 1979 – 30. September 1979 2 Wochen \| 2 \| Anita Ward \| Ring My Bell Frederick Knight \| – \| \| 1. Oktober 1979 – 14. Oktober 1979 2 Wochen \| 2 \| Roberto Carlos \| Lady Laura \| – \| \| 15. Oktober 1979 – 4. November 1979 3 Wochen \| 3 \| José Luis Perale \| Me Llamas \| – \| \| 5. November 1979 – 11. November 1979 1 Woche \| 1 \| Pedro Marín \| Que No \| – \| \| 12. November 1979 – 18. November 1979 1 Woche \| 1 \| Electric Light Orchestra \| Shine a Little Love Jeff Lynne \| – \| \| 19. November 1979 – 9. Dezember 1979 3 Wochen \| 3 \| Ana Belén \| Agapimú \| – \| \| 10. Dezember 1979 – 16. Dezember 1979 1 Woche \| 1 \| Peaches & Herb \| Reunited \| – \| \| 17. Dezember 1979 – 13. Januar 1980 4 Wochen \| 4 \| Iván \| Sin Amor (Dghingis Khan) \| – \| |                                       |                                       |                                                                    |                           |
| |                                       |                                       |                                                                    | → 1980 →                  |
| Zeitraum | Wo. ges.                              | Interpret                             | Titel Autor(en)                                                    | Zusätzliche Informationen |
| (Zeitraum, Wochen auf Platz eins, Interpret, Titel, Autor[en], zusätzliche Informationen) |                                       |                                       |                                                                    |                           |
| 4. Dezember 1978 – 4. Februar 1979 9 Wochen | 9                                     | Umberto Tozzi                         | Tu Giancarlo Bigazzi, Umberto Tozzi                                | –                         |
| 5. Februar 1979 – 11. Februar 1979 1 Woche | 1                                     | New Trolls                            | It’s Downtown                                                      | –                         |
| 12. Februar 1979 – 25. Februar 1979 2 Wochen | 2                                     | Cherry Laine                          | Catch the Cat                                                      | –                         |
| 26. Februar 1979 – 4. März 1979 1 Woche | 1                                     | Leif Garrett                          | I Was Made for Dancin’                                             | –                         |
| 5. März 1979 – 15. April 1979 6 Wochen | 6                                     | Rod Stewart                           | Da Ya Think I’m Sexy? Rod Stewart, Carmine Appice, Duane Hitchings | –                         |
| 16. April 1979 – 22. April 1979 1 Woche | 1                                     | Bee Gees                              | Too Much Heaven Barry, Robin & Maurice Gibb                        | –                         |
| 23. April 1979 – 13. Mai 1979 3 Wochen (insgesamt 5) | 5                                     | Víctor Manuel                         | Sólo Pienso en Tí                                                  | –                         |
| 14. Mai 1979 – 22. Mai 1979 1 Woche | 1                                     | ABBA                                  | Chiquitita Benny Andersson, Björn Ulvaeus                          | –                         |
| 23. Mai 1979 – 3. Juni 1979 2 Wochen (insgesamt 5) | 5                                     | Víctor Manuel                         | Sólo Pienso en Tí                                                  | –                         |
| 4. Juni 1979 – 10. Juni 1979 1 Woche | 1                                     | Bee Gees                              | Tragedy Barry, Robin & Maurice Gibb                                | –                         |
| 11. Juni 1979 – 15. Juli 1979 5 Wochen | 5                                     | Patrick Hernandez                     | Born to Be Alive                                                   | –                         |
| 16. Juli 1979 – 22. Juli 1979 1 Woche | 1                                     | Hermanas Goggi                        | Estoy Bailando                                                     | –                         |
| 23. Juli 1979 – 19. August 1979 4 Wochen | 4                                     | Miguel Bosé                           | Súper, Superman                                                    | –                         |
| 20. August 1979 – 16. September 1979 4 Wochen | 4                                     | Umberto Tozzi                         | Gloria                                                             | –                         |
| 17. September 1979 – 30. September 1979 2 Wochen | 2                                     | Anita Ward                            | Ring My Bell Frederick Knight                                      | –                         |
| 1. Oktober 1979 – 14. Oktober 1979 2 Wochen | 2                                     | Roberto Carlos                        | Lady Laura                                                         | –                         |
| 15. Oktober 1979 – 4. November 1979 3 Wochen | 3                                     | José Luis Perale                      | Me Llamas                                                          | –                         |
| 5. November 1979 – 11. November 1979 1 Woche | 1                                     | Pedro Marín                           | Que No                                                             | –                         |
| 12. November 1979 – 18. November 1979 1 Woche | 1                                     | Electric Light Orchestra              | Shine a Little Love Jeff Lynne                                     | –                         |
| 19. November 1979 – 9. Dezember 1979 3 Wochen | 3                                     | Ana Belén                             | Agapimú                                                            | –                         |
| 10. Dezember 1979 – 16. Dezember 1979 1 Woche | 1                                     | Peaches & Herb                        | Reunited                                                           | –                         |
| 17. Dezember 1979 – 13. Januar 1980 4 Wochen | 4                                     | Iván                                  | Sin Amor (Dghingis Khan)                                           | –                         |